# Всесвітня федерація міжнародних музичних конкурсів
Всесвітня федерація міжнародних музичних конкурсів (англ. World Federation of International Music Competitions, фр. Fédération Mondiale de Concours Internationaux de Musique) - організація, що базується у Женеві і підтримує мережу організацій, метою яких є виявлення найталановитіших виконавців академічної музики по всьому світу. Федерація заснована 1957 року і наразі її членами є 120 провідних музичних конкурсів та фестивалів, серед яких:
- Конкурс королеви Єлизавети, Бельгія
- Конкурс Фредерика Шопена, Польща
- Фестиваль «Празька весна»
- Міжнародний конкурс класичної гітари імені Мікеле Пітталуги, Італія

2004 року до світової федерації увійшов і Міжнародний конкурс молодих піаністів пам’яті Володимира Горовиця, ставши першим (і поки що єдиним) учасником цієї організації з України.
До 2022 року членом федерації був Конкурс Петра Ілліча Чайковського (Росія), однак на тлі російської агресії проти України 13 квітня 2022 цей конкурс було виключено з федерації як такий. що "фінансується та використовується як рекламний інструмент російським режимом".  